# Phumi Samraong
Phumi Samraong est une ville du nord-ouest du Cambodge située dans la province d'Otdar Mean Cheay, dont elle est la capitale.
Au nord de la ville se trouve le poste-frontière d'O Smach, à la frontière entre le Cambodge et la Thaïlande.

## Démographie
En 2008, sa population était de 18 694 habitants.

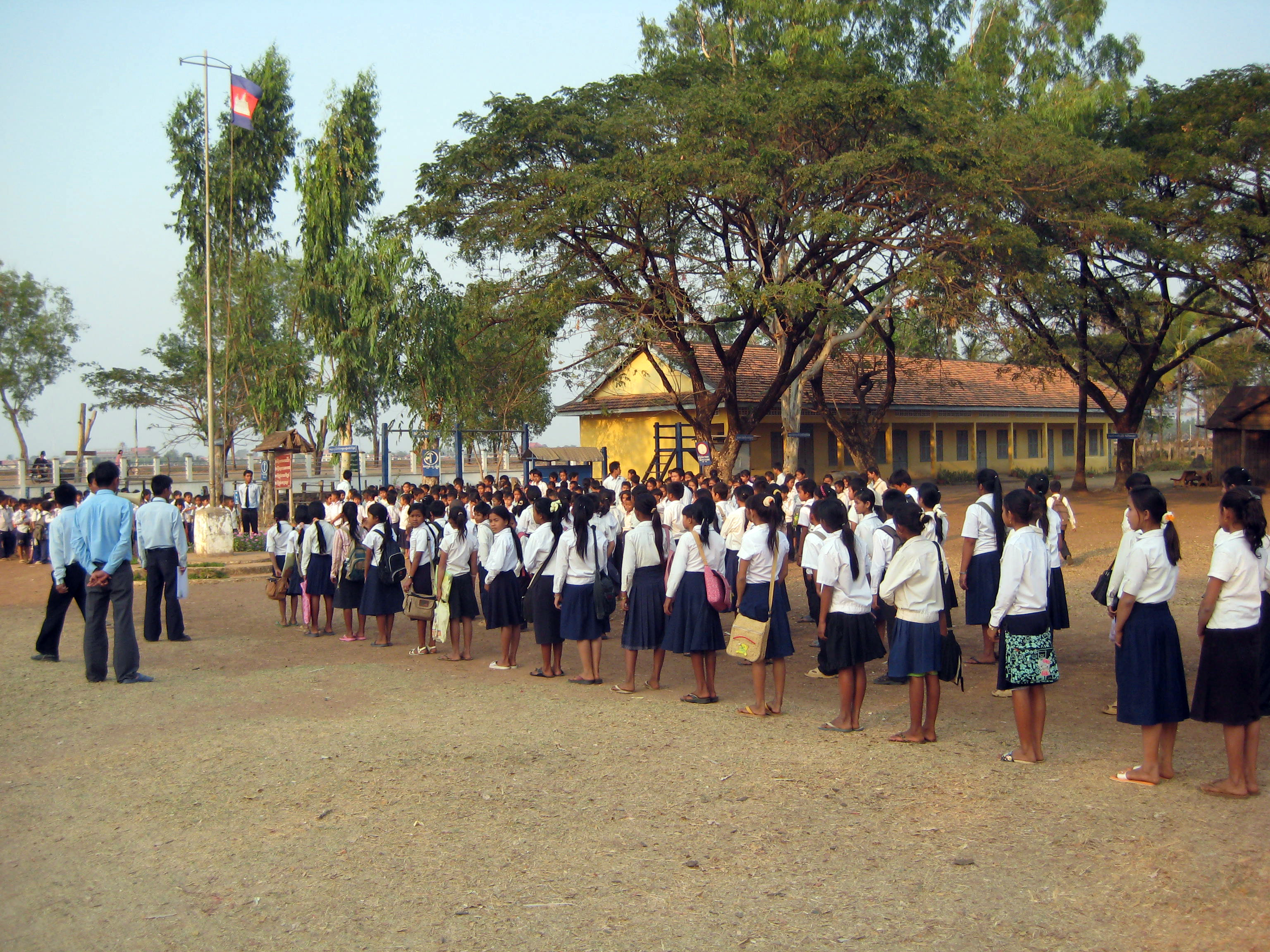
Cour d'une école de Samraong (2008).